# Peter Mrva
Peter Mrva (* 8. listopadu 1953) je bývalý slovenský fotbalový obránce a učitel. Po skončení hráčské kariéry se stal trenérem.

## Fotbalová kariéra
Hrál za Jednota Trenčín, Spartak Trnava a na vojně za VTJ Tábor. V lize nastoupil v 216 utkáních a dal 3 góly. S Trnavou získal v roce 1973 mistrovský titul.

## Prvoligová bilance
| Ročník          | Zápasy | Góly | Klub            |
| --------------- | ------ | ---- | --------------- |
| I. liga 1970/71 | 2      | 0    | Jednota Trenčín |
| I. liga 1971/72 | 1      | 0    | Jednota Trenčín |
| I. liga 1972/73 | 1      | 0    | Spartak Trnava  |
| I. liga 1974/75 | 1      | 0    | Spartak Trnava  |
| I. liga 1976/77 | 19     | 0    | Spartak Trnava  |
| I. liga 1977/78 | 25     | 0    | Spartak Trnava  |
| I. liga 1979/80 | 29     | 2    | Spartak Trnava  |
| I. liga 1980/81 | 22     | 0    | Spartak Trnava  |
| I. liga 1981/82 | 16     | 0    | Spartak Trnava  |
| I. liga 1982/83 | 27     | 0    | Spartak Trnava  |
| I. liga 1983/84 | 27     | 0    | Spartak Trnava  |
| I. liga 1984/85 | 27     | 0    | Spartak Trnava  |
| I. liga 1985/86 | 19     | 1    | Spartak Trnava  |
| CELKEM I. LIGA  | 216    | 3    |                 |